# Romeo Sacchetti
Romeo "Meo" Sacchetti (nacido el 20 de agosto de 1953 (71 años) en Altamura, Italia)  es un exjugador y entrenador italiano de baloncesto. Con 1.97 de estatura, jugaba en la posición de ala-pívot. Después de retirarse, se iniciaría como entrenador profesional en diversos equipos de la LEGA. En la actualidad es seleccionador de la Selección de baloncesto de Italia. Es padre del baloncestista italiano Brian Sacchetti.

## Trayectoria como jugador
Meo fue el menor de cuatro hermanos nacido en un campo de refugiados de Altamura. Su familia había emigrado a mitad del siglo XIX a Rumanía, donde encontró el trabajo que no había en Italia. Allí permaneció hasta que, acabada la II Guerra Mundial, decidieron regresar a Italia. 
Sacchetti se convirtió en una institución del baloncesto italiano al formar parte del equipo que conquistó la plata olímpica en los Juegos de Moscú en 1980 y el oro en el Europeo de Nantes. En 1986 participó con Italia en el Mundobasket de España.
A nivel de clubes, Sacchetti jugó para los equipos italianos Saclà Asti, Fernet Tonic Bologna (1976–1979, también conocido como Amaro Harrys Bologna, en la Serie A2 en la temporada 1976–77), Grimaldi Torino (1979–1984, también conocido como Berloni Torino) y Ciao Crem Varese (1984-1991, también conocido como Divarese Varese y Ranger Varese), en el que se retiró con 37 años tras romperse el tendón de Aquiles.

## Trayectoria como entrenador
Sacchetti comenzó su carrera como entrenador en 1996 en las filas del Auxilium Torino. Entrenaría a diversos clubs de la Lega Due, hasta que en 2009 se convirtió en entrenador del Dinamo Sassari de la Lega Basket Serie A.
En 2012 fue nombrado Entrenador del Año de la Liga Italiana. Ganó la Copa de Italia en 2014 y 2015. También ganó la Supercopa de Italia en 2014, y el campeonato de la Liga Italiana en 2015, todos con el conjunto del Dinamo Sassari.
Durante la temporada 2016–2017 dirige al Enel Brindisi de la Lega Basket Serie A.
En 2017, fue nombrado seleccionador de la Selección de baloncesto de Italia.
En la temporada 2017 firmaría con el Vanoli Basket de la Lega Basket Serie A, al que dirigiría durante tres temporadas. En 2019 lograría la Copa de baloncesto de Italia.
En 2020 firma como entrenador del Fortitudo Bologna de la Lega Basket Serie A.
El 6 de diciembre de 2020, es despedido como entrenador de la Fortitudo Bologna y es sustituido por Luca Dalmonte.

## Clubs como jugador
- 1976-1979  Sporting Club Gira
- 1979-1984 Auxilium Torino
- 1984-1992 Pallacanestro Varese

## Clubs como entrenador
- 1996–1998 Auxilium Torino
- 1998–2001 Libertas Asti
- 2001–2002 Celana Bergamo
- 2002–2005 Castelletto Ticino
- 2005–2006 Fabriano Basket
- 2006–2007 Castelletto Ticino
- 2007–2008 Orlandina Basket
- 2008–2009 Pallacanestro Udine
- 2009–2015 Dinamo Sassari
- 2016–2017 Enel Brindisi
- 2017–2020 Vanoli Basket
- 2017–Act. Selección de baloncesto de Italia
- 2020 Fortitudo Bologna